# Doug Collins
Paul Douglas "Doug" Collins, född 28 juli 1951 i Christopher, Illinois, är en amerikansk före detta baskettränare, före detta basketspelare och före detta sportkommentator. Han var aktiv i NBA-laget Philadelphia 76ers, och var coach för laget mellan 2010 och 2013.
I maj 1986 blev Doug Collins coach för NBA-laget Chicago Bulls, och fick då coacha en ung Michael Jordan som precis skulle inleda sin tredje säsong i NBA. Under hans tredje och sista år som coach för Chicago Bulls gick laget till Eastern Conference Finals, men förlorade mot Detroit Pistons. 
Sedan 2017 arbetar han som Senior Advisor of Basketball Operations för Chicago Bulls. 

## Landslagskarriär
Doug Collins var med och tog OS-silver i basket 1972 i München. Detta var USA:s första silver tillika första förlorade guldmedalj i herrbasket i olympiska sommarspelen.